# Apostolepis polylepis
Apostolepis polylepis — вид змій родини полозових (Colubridae). Мешкає в Колумбії і Бразилії.

## Поширення і екологія
Apostolepis polylepis мешкають на південному сході Колумбії в басейні річки Жапура у департаменті Амасонас, а також на заході Бразильської Амазонії.Вони живуть у вологих рівнинних тропічних лісах.